# Изгнаник
Изгнаник (енгл. Cast Away) амерички је филм из 2000. године, у режији Роберта Земекиса.
Радња прати Чака Ноланда (Том Хенкс) запосленог у курирској служби, чији се авион током једног пословног задатка руши на пустом острву, где остаје заточен годинама покушавајући да преживи. 
Филм је наишао на позитиван пријем код критичара и остварио је добру зараду на биоскопским благајнама, а Хенксу је донео награду Златни глобус и номинације за Оскара, Бафту и Награду удружења филмских глумаца за најбољег глумца у главној улози.

## Радња
На крају света, његово путовање тек започиње. Чак Ноланд, системски инжењер у ФедЕксу, после авионске несреће, завршава на обали тропског острва. У почетку је исфрустриран због ситуације у којој се нашао, али се брзо мири са судбином, јер схвата да су шансе да га неко пронађе минималне.
За четири године на острву, научио је да од природе извуче најбоље да би преживео, његове наде да ће бити спасен одржава само фотографија његове девојке. Прави дрвени сплав и отискује се са једром које је случајно избацило море.

## Улоге
| Глумац       | Улога             |
| ------------ | ----------------- |
| Том Хенкс    | Чак Ноланд        |
| Хелен Хант   | Кели Фрирс        |
| Ник Серси    | Стен              |
| Џенифер Луис | Бека Твиг         |
| Крис Нот     | Џери Лавет        |
| Лари Вајт    | Бетина Питерсон   |
| Винс Мартин  | Алберт „Ал” Милер |
| Џефри Блејк  | Мејнард Грејам    |